# 川上町
川上町（かわかみちょう）は、かつて岡山県の中西部に存在した町である。川上郡に属した。現在は合併により高梁市となっている。旧町役場は高梁市役所川上地域局となっていたが、川上地域局が2022年3月22日に高梁市川上総合学習センターへ移転したため、旧町役場は解体される予定である。

## 地理
吉備高原に位置し大半は高原と山林で占められていた。中西部に位置し町の西側は一部広島県に接しており、高梁川につながる成羽川の支流でもある領家川に三沢川・西谷川が合流する地域周辺が、町の中心部（地頭地区）となっている。
土地は石灰岩質で磐窟渓などには鍾乳洞がある（※現在は閉鎖）。町内あちこちでアンモナイトの化石が採掘され、大賀の押被（大賀デッケン）は地質学上珍しい地層構造として国の天然記念物に指定されている。
町の西部に位置する弥高山（やたかやま）にはキャンプ場・自然公園がありリゾートスポットとなっているほか、美しい雲海の名所で知られる。

## 特色
漫画で町おこしを行っている。吉備川上ふれあい漫画美術館は大規模な漫画図書館（ただし、貸し出しはなし。）であり人気を集めている。かつては「吉備川上漫画グランプリ」や「漫・賀・年賀状コンテスト」を行っていた。漫画家の富永一朗も、川上町の名誉町民として町おこしに関わっていた。

## 沿革
- 1889年（明治22年）6月1日 - 町村制施行により、川上郡手荘村・大賀村・高山村が発足。
- 1950年（昭和25年）4月1日 - 手荘村が町制施行して手荘町となる。
- 1954年（昭和29年）4月1日 - 川上郡手荘町・大賀村・高山村の1町2村が合併し川上町となる。
- 2004年（平成16年）10月1日 - 高梁市、川上郡成羽町・備中町、上房郡有漢町との対等合併により新・高梁市となる。

## 教育
児童・生徒の英語教育に1990年ごろから熱心で、外国語指導助手（ALT）を3名程度招き入れ幼稚園・小学校・中学校・高校で教えられる体制を整えていた。しかし、高梁市との合併後は1名体制となった。
- 川上町立川上小学校
- 川上町立高山小学校（休校中）
- 川上町立川上中学校

上記各校とも現在は高梁市立となっている。
- 岡山県立高梁城南高等学校川上校地（現在は閉校。校舎は川上中学校が移転し使用）

## 友好都市
全国川上町村連絡協議会（川上サミット）
- 長野県・川上村
- 岐阜県・川上村（中津川市）
- 奈良県・川上村
- 岡山県・川上村（真庭市）
- 山口県・川上村（萩市）

## 交通
- 町内を走る鉄道、高速道路はない。
- 町内を走る一般国道 ： 国道313号（ロマンチック街道313）
- 町内を走る県道
  - 岡山県道・広島県道9号芳井油木線
  - 岡山県道33号新見川上線
  - 岡山県道77号美星高山市線
  - 岡山県道294号下鴫川上線
  - 岡山県道297号高山芳井線
  - 岡山県道298号上大竹種線
  - 岡山県道299号布賀地頭線
- バス
  - 備北バス（本社所在地）

## 観光

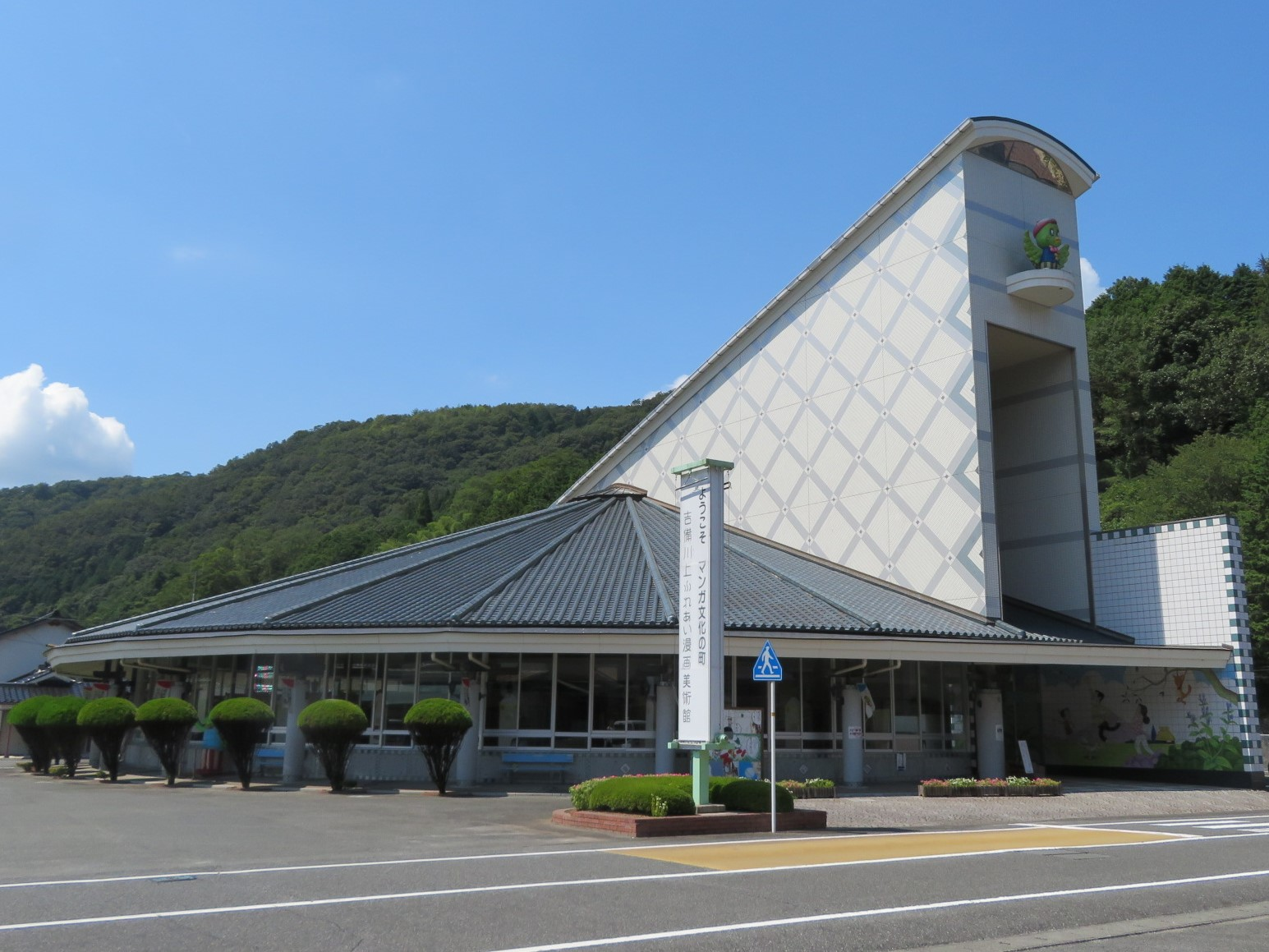
吉備川上ふれあい漫画美術館

### 名所・旧跡・観光スポット
- 弥高山
- 国吉城跡
- 大賀の押被（大賀デッケン）
- 沢柳の滝
- 藍坪の滝
- 原滝山トライアル場
- 磐窟渓（磐窟洞は閉鎖）
- フラワーフルーツパーク（現在は閉鎖）

### 美術館・博物館
- 吉備川上ふれあい漫画美術館

### 祭事
- 渡り拍子
- 備中神楽

### イベント
- 春らんまん！弥高つつじ祭り（4月）
- マンガ絵ぶたまつり（8月）

## 川上町出身の著名人
- 美澤進（教育者、横浜商法学校初代校長）
- 川上始（阪神相互銀行社長）
- 葛城ユキ（歌手）